# 정통당
정통당(스페인어: Partido Ortodoxo)은 쿠바에 존재했던 민족주의 정당이다. 1947년에 창당되었으나 민족주의, 반부패, 반미적 성향 때문에 친미적이며 부패한 풀헨시오 바티스타 정부에 의해 1952년 강제 해산되었다.
훗날 쿠바 혁명을 주도한 피델 카스트로가 이 정당 출신이다. 사회주의적 성향을 보이던 일부 당원들은 뒤에 쿠바 공산당에 합류하여 쿠바 혁명을 주도하기도 했다.